# Porphyrinia rosita
Porphyrinia rosita är en fjärilsart som beskrevs av Achille Guenée 1852. Porphyrinia rosita ingår i släktet Porphyrinia och familjen nattflyn. Inga underarter finns listade i Catalogue of Life.